# Aineto
Aineto és un poble del terme municipal de Lladorre, a la comarca del Pallars Sobirà.
Està situat a la dreta del Riu de Lladorre, al costat de ponent de l'extrem meridional del Pantà de Tavascan, des d'on en domina la resclosa. És en un contrafort sud-oriental del Pic de Fontsenrós, a l'esquerra del Canal de Fontsenrós. A poca distància del poble, a ponent, hi ha la Font d'Aineto, d'on s'ha extret des de sempre l'aigua per al poble.
El poble està constituït per una dotzena de cases, entre les quals destaca l'església romànica de Sant Romà, de la qual es conserven unes pintures murals romàniques al Museu Diocesà d'Urgell. Al nord del poble, enlairada dalt d'un turó, hi ha la Borda d'Aineto.
Entre 1812 i 1847 formà part de l'ajuntament de Tavascan, fins que aquell any fou integrat, juntament amb Tavascan, amb el de Lladorre. Tot i així, durant molts anys, al segle xix, el municipi no s'anomenà Lladorre, sinó Tavascan.

## Etimologia
Segons Joan Coromines, el d'Aineto és dels relativament pocs topònims pallaresos que no són d'origen iberobasc. En aquest cas es tracta o bé del llatí asinetum, paratge on hi ha molts ases, o on es crien i recrien aquests animals equins, o bé del també llatí anetum, herba aromàtica.

## Geografia

### El poble d'Aineto
La dotzena de cases del poble d'Aineto s'organitzen, principalment, a partir d'un carrer únic que s'estén de ponent a llevant, i una plaça davant de la façana occidental de l'església de Sant Romà. Un xic separat al nord del poble, i lleugerament per damunt, hi ha el cementiri parroquial.

#### Les cases del poble[2]
| - Casa Barraca - Casa Feliu - Casa Justina | - Casa Leia - Casa Peretó - Casa Pijoan | - Casa Poblador - Casa Ramon - Casa Ramonet | - Casa Rectoret - La Rectoria - Casa Sebastià |

## Història

### Edat moderna
En el fogatge del 1553, Tavascan y Ayneto, conjuntament, declaren 1 foc eclesiàstic i 7 de laics, uns 40 habitants.

### Edat contemporània
Pascual Madoz dedica un article del seu Diccionario geográfico... a Aineto. Hi diu que és una localitat de l'ajuntament de Tavascan situada a la cresta d'un roc força alt, dominat pels Pirineus, a la Vall de Cardós, combatut pet tots els vents, principalment els del nord i del sud. El clima hi és generalment sa, però hi poden aparèixer pulmonies pel fred produït per la neu que s'acumula a les muntanyes i que amenacen destruir el poble en les anomenades llaus i llavets, que en el poble anomenen bufits. Tenia en aquell moment 9 cases i l'església de Sant Romà, annexa a la de Tavascan. El territori és de mala qualitat, aspre i poc fèrtil; hi ha només 50 jornals de conreu i alguns prats artificials. S'hi produïa sègol, moltes patates, avellanes, poques llegums i hortalisses, mel exquisida, cera i llenya per a combustible. S'hi criava vacum, ovelles, cavalls i mules. Hi havia caça d'isards, ossos, llebres, conills i perdius, i una mica de pesca de truites. Comptava amb 9 veïns (caps de casa) i 40 ànimes (habitants). Destaca que aquest poble havia pertangut al Vescomtat de Vilamur, però que des de l'abolició dels senyorius ja no es paguen censos.